# Suxian
Suxian är ett stadsdistrikt i Chenzhou i Hunan-provinsen i södra Kina.